# Nils Frisk
Nils Petrus William Frisk, född 1 augusti 1901 i Bollnäs, Gävleborgs län, död där 9 mars 1987, var en svensk målare, tecknare, skulptör, dragspelare, kompositör och fiolbyggare.
Frisk var som konstnär autodidakt och medverkade i Gävleborgs läns konstförenings utställningar. Hans konst består av  stilleben, porträtt, och landskap i olja, pastell och akvarell samt skulpturer. Han signerade sina verk med Peter William. Som kompositör komponerade han Hälsingepolkor. Frisk är begravd på Bollnäs kyrkogård.